# Fikcja polityczna
Political fiction – jest rodzajem fikcji, której przewodnim motywem jest arena polityczna. Fikcja polityczna często stosuje opowiadania, by dostarczyć komentarz o politycznych wydarzeniach, systemach i teoriach.

## Książki political fiction
- Podróże Guliwera (1726)
- Kandyd (1759)
- Chata wuja Toma (1852)
- Faraon (1895)

## Filmy political fiction
- Metropolis (1927)
- Z (1969)
- Ucieczka z Nowego Jorku (1981)
- JFK (1991)
- Gattaca – szok przyszłości (1997)